# Tetrix fengmanensis
Tetrix fengmanensis är en insektsart som beskrevs av Ren, Bingzhong, T. Meng och X. Sun 2003. Tetrix fengmanensis ingår i släktet Tetrix och familjen torngräshoppor. Inga underarter finns listade i Catalogue of Life.